# كانغ رايونغ وون
كانغ رايونغ وون مواليد 25 أبريل 1942 في كوريا، هو لاعب كرة قدم كوري شمالي كان يلعب في مركز الهجوم. مثّل منتخب كوريا الشمالية لكرة القدم. سبق له أن لعب في كأس العالم لكرة القدم مع منتخب بلاده في مونديال عام 1966م.

## المسيرة الاحترافية

### أندية لعب لها
- نادي بيونغ يانغ سيتي الرياضي

## روابط خارجية
- كانغ رايونغ وون على موقع الاتحاد الدولي (مؤرشف)  (الإنجليزية)
- كانغ رايونغ وون على موقع قاعدة بيانات كرة القدم.إي يو (الإنجليزية)
- كانغ رايونغ وون على موقع ناشيونال فوتبول تيمز (الإنجليزية)